# Fort de Coll de Ladrones
El Fort de Coll de Ladrones (Fuerte de Coll de Ladrones en espanyol i en aragonès) és un fort fuseller del segle XIX situat al municipi aragonès de Canfranc (Espanya).

## Descripció
Edificat sobre penyals a 1351 metres d'altitud, el fort tanca el pas de la vall de Canfranc cap a la frontera francesa. Constitueix un perfecte exemple d'arquitectura militar moderna adaptada a un terreny muntanyós. Els vessants propers es troben coberts de vegetació d'avets, moixeres, bedolls, aurons i aranyoners.
Dins el fort despunten dos edificis revestits de pedra del país. El més ombrívol va ser una caserna per a la tropa, i posseeix dues naus i dos pisos. El més assolellat es va reservar per a oficials, oficines i infermeria, sobresortint la seua escala senyorial. Les defenses artilleres ocupen quatre boques orientades cap al nord, excavades en roca, a més del corresponent polvorí. Una espectacular galeria amb espitlleres, oberta a la roca, descendeix fins a una bateria situada sobre el riu, batent directament la carretera. La roca forma part essencial de sistema defensiu, amb igual o major importància que els murs de fàbrica.
Com a complement al fort, es va construir al costat de la carretera vall avall, la Torreta dels Fusellers.

## Història
Tot i que els orígens del Fort Coll de Ladrones es remunten a finals delsegle xvi, l'edificació actual és del segle xix. A mitjan aquest segle, el Govern espanyol -amb el record encara proper de la Guerra de la Independència- estava preocupat per la defensa de la Vall de Canfranc. Juan Martínez Zermeño, un dels millors enginyers militars de l'època, va ser enviat a reconèixer el Pirineu aragonès occidental per construir un fort nou, ja que els vells castells de Candanchú i Canfranc, així com la Torre de la Espelunga (també anomenada "Espelunga de Agulla"), estaven en un estat ruïnós. La construcció de l'actual fort va començar en 1888 i les obres van ser concloses en novembre de 1900 amb la intenció de defensar el nou ferrocarril internacional que s'inauguraria després de l'obertura del túnel ferroviari de Somport. També va ser utilitzat com a lloc de vigilància per impedir el contraban.
A l'octubre de 1990 el Ministeri de Defensa espanyol va subhastar l'edifici, que va ser adjudicat a una empresa privada. Recentment s'ha reobert al públic amb finalitats turístiques.